# 田中敬一 (師範学校長)
田中 敬一（たなか けいいち、安政5年1月24日（1858年3月9日） - 昭和5年（1930年）7月21日）は、日本の教育者。

## 経歴
美作国勝山（岡山県真庭市）出身。同人社・三叉学舎・慶應義塾を経て、1878年（明治11年）に東京師範学校（後の東京高等師範学校）に入り、1884年（明治17年）に卒業した。
長崎外国語学校教諭、長崎県中学校教諭、長崎県師範学校教諭、高等師範学校助教諭・訓導、岐阜県師範学校教頭、同校長を経て、1892年（明治25年）に宮城県師範学校校長に就任した。1893年（明治26年）、東京女子高等師範学校教授となり、1897年（明治30年）に東京府師範学校校長に転じた。1900年（明治33年）、台湾総督府国語学校校長となる。1906年（明治39年）、東京振武学校教頭。退官後の1908年（明治41年）からは日本橋高等女学校校長を務めた。

## 著作
著書

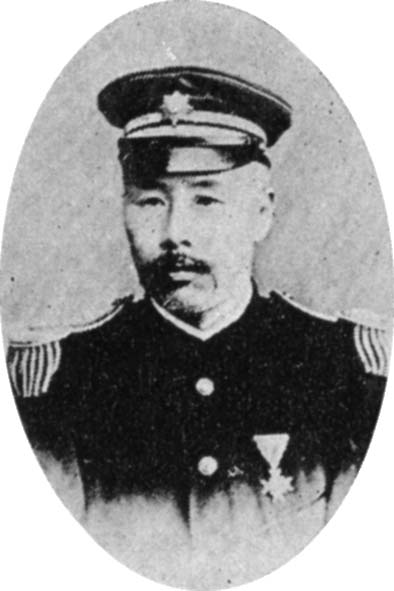
田中敬一

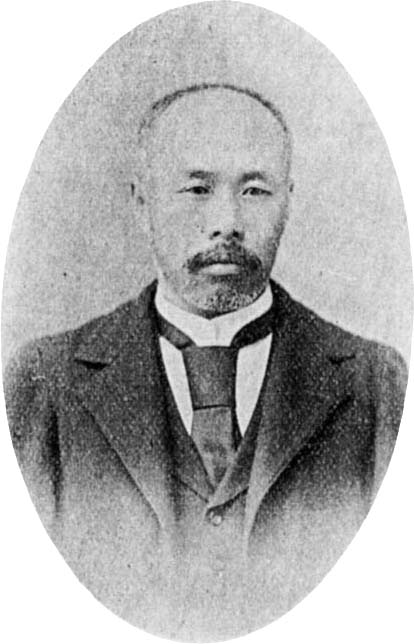
田中敬一

- 『学校管理法』 金港堂書籍、1897年8月
- 『普通教育学』 石田新太郎共編、金港堂書籍、1899年9月
- 『管理法教科書』 金港堂書籍〈教科用教育学全書〉、1902年4月
  - 『管理法教科書』 金港堂書籍〈教科用教育学全書〉、1903年3月訂正再版
  - 『改訂 管理法教科書』 金港堂書籍〈教科用教育学全書〉、1904年10月
  - 『改訂 管理法教科書』 金港堂書籍〈教科用教育学全書〉、1905年7月訂正再版

## 関連文献
- 「日本橋高等女学校長 田中敬一氏」（三田商業研究会編纂 『慶応義塾出身名流列伝』 実業之世界社、1909年6月）
- 「田中敬一」（慶應義塾150年史資料集編集委員会編 『慶應義塾150年史資料集 1 塾員塾生資料集成』 慶應義塾、2012年10月）